# Jean-René Lannuzel
Pour les articles homonymes, voir Lannuzel.
Jean-René Lannuzel est né le 2 décembre 1921 à Brest (Finistère) et est mort le 20 mai 1997 dans sa ville natale. Il a été le chef d'état major de la Marine nationale de 1976 à 1982.

## Biographie
Jean-René Lannuzel est né en 1921 à Brest. Entré à l'École navale à l'âge de 17 ans, il participe durant la Seconde Guerre mondiale à la campagne de Norvège durant laquelle il est naufragé à plusieurs reprises. Pendant la guerre d'Indochine, il commande le patrouilleur « Hue ». En 1955, il commande deux navires avant d'être nommé capitaine de vaisseau à l'âge de 43 ans. À 49 ans, est nommé contre-amiral. De 1976 à 1982, il est le chef d'état major de la Marine nationale. Il est mort le 20 mai 1997.

## Distinctions
- Grand officier de la Légion d'honneur[3]